# Фотографічні процеси
Фотографі́чні проце́си — сукупність технологій, що дозволяє отримати фотографічне зображення на фотоматеріалах.
- Класичні хімічні способи отримання зображення на фотографіях чи кіноплівці з використанням світлочутливих фотоматеріалів.
- Цифрові та комбіновані способи отримання файлів зображень та надрукованих фотографій.
- Електрографічні та інші процеси, у яких немає хімічних реакцій, але відбувається перенесення речовини, що утворює зображення.

## Історичні монохромні процеси
- Геліографія (1822);
- Дагеротипія (1839);
- Калотипія (1841);
- Мокрий колодієвий процес (1851), а також його різновиди амбротипія і тінтайп (феротипія);
- Желатиносрібний фотопроцес (1871).

## Історичні способи отримання монохромних відбитків
- Ціанотипія (1842);
- Альбуміновий друк (1850);
- Гумбіхроматний фотодрук (1850);
- Карбоновий друк (1864);
- Артотипія, альбер[то]типія, геліотипія, колотипія (1868);
- Платиновий друк (1873);
- Бромойль (1907);
- Паладієвий друк (1914);
- Термографія — спосіб розмноження чи копіювання рукописних, друкованих та інших штрихових чорно-білих оригіналів за допомогою термочутливих матеріалів;
- Везикулярний процес, кальвар-процес (1950-ті);

## Кольорові процеси
- Адитивні методи кольорової фотографії
  - Метод послідовної експозиції
  - Растрові способи
- Субтрактивні методи кольорової фотографії
  - Пігментний фотодрук
  - Гідротипний друк
  - Віражний спосіб кольорової фотографії
  - Кольорова фотографія на багатошарових матеріалах
- Історичні процеси
  - Процес Гілла (геліохромія, кольорова дагеротипія, гіллотипія) (1850)
- Фірмові процеси
  - Процес Ліппмана (1891)
  - Автохром Люм'єр (1903)
  - Agfacolor[en]
  - Цибахром[en]
  - Перенесення фарби
  - Kodachrome
    - Процес K-12
    - Процес K-14

  - Ektachrome
    - Процес E-4
    - Процес E-6

  - Процес C-41
- Sovcolor[ru]

## Цифрові фотографічні процеси
Передбачають знімання цифровим фотоапаратом, обробку (не обов'язково) зображення на комп'ютері та отримання знімка у вигляді файлу або роздруківки на принтері.

## Комбіновані фотографічні процеси
- Плівково-цифровий — експонована та оброблена фотоплівка надалі сканується сканером, і кінцевим результатом процесу є файл із зображенням або роздруківка цього файлу, зроблена на принтері.
- Цифровий з оптичним друком — отриманий з цифрового фотоапарата файл друкується на класичний фотопапір та інші традиційні фотоматеріали. Використовується найчастіше в художніх цілях для отримання певного стилю зображення, або для нанесення зображень на непридатну до друку на цифровому принтері основу (зображення на поверхнях неправильної форми та грубої фактури, увігнутих та опуклих), а також для отримання довговічних зображень (наприклад, медальйон на кам'яний надгробок).
- Аналоговий із проміжною цифровою обробкою — фотоплівка сканується, зображення обробляється в цифровому вигляді і друкується на класичний фотопапір або спеціальну позитивну плівку. Застосовується під час реставрації сильно пошкоджених або зіпсованих у кроспроцесингу плівок та фотографій.

## Промислові фотографічні процеси
- Фотолітографія